# رؤى وذات (كتاب)
رؤى وذات هو كتاب للكاتبة المصرية صافي ناز كاظم صدرت طبعته الأولى عن الهيئة المصرية العامة للكتاب سنة 2003، وصدرت الطبعة الثانية عام 2024 عن دار الشروق.
يقع كتاب «رؤى وذات» في 318 صفحة مقسمة على 39 فصلاً، وتبدؤه المؤلفة بإهداء «إلى أبو الطفولة: باباشارو.. محمد محمود شعبان» الذي خصصت له صافي ناز كاظم فصلاً كاملاً من الكتاب والذي ترى أنها مدينة له «بطفولة مبتهجة، وصبا حالم، وشباب نهم نحو الثقافة والفن».
ثم تنتقل المؤلفة من سيرة الآخرين لتدخل في سيرتها الذاتية فتحكي عن شارع الحسينية ومقهى نجيب محفوظ بخان الخليلي مرورا بآثار القاهرة الفاطمية، وشارع المعز لدين الله الفاطمي، والغورية، وباب الفتوح بحثا عن معالم طفولتها التي أصبحت قريبة منها في هذه المرحلة العمرية.
وتطرح المؤلفة في كتابها كثيراً من الآراء الخلافية منها مثلاً ما هو حول نجيب محفوظ وترى أنه لم يحترم المرأة في فنه، بينما ترى أن فتحي غانم لو أخلص لمهمته الروائية كما فعل نجيب محفوظ لكان قد وفر على نفسه الكثير من وخز الضمير الذي أوقعه فيه استسلامه لاغراء المناصب العليا في الصحافة بعد التأميم ومن ثم غواية الاستقطاب السياسي التي تصفها بأنها تلك الرمال المتحركة التي أغرقت الكثير من جيله.
كما ترى أن يوسف السباعي في حالة دفاع عن النفس دائم، ويعطي الإحساس بأنك أمام قائد روماني لا يبتسم الا لنفسه وهو يتأمل دروعه في المرآة، يوسف السباعي كما تصفه لا يهدأ ولا يبتسم الا لنفسه وهو ينظر إلى نفسه في المرآة وعندما يريد أن يبتسم لغيره يبدو كأنه يضحك عليه.
كما يضم الكتاب أيضاً أيضا دراسات في أعمال إبداعية لشعراء وكتاب منهم محمد إبراهيم أبو سنة، عماد أبو صالح، حسن سليمان، محمود درويش، ميلان كونديرا، توفيق صالح، سلوى بكر، نبوية موسى، محمد عبد الحليم عبد الله، فتحي رضوان، سناء البيسي، إرنست همنجواي، مريد البرغوثي وأحمد فؤاد نجم، والشيخ إمام، وغيرهم. ولا يتوقف احتفاء صافي ناز كاظم في هذا الكتاب بالمبدعين وبطفولتها، وبالنقاد بل أيضا تحتفي بالمكان بالقاهرة القديمة، بجامع الكخيا، جامع السلطان الغوري، وشارع الغورية، والعباسية.

## وصلات خارجية
عرض لكتاب «رؤى وذات» بقلم محمد أبو زيد ـ جريدة «الشرق الأوسط»، 28 ديسمبر 2003